# Chapingo
Chapingo es una colonia ubicada a las afueras de la ciudad de Texcoco, en el Estado de México, en la Zona Metropolitana del Valle de México. Está ubicado a aproximadamente a 5 km al este del Nuevo Aeropuerto Internacional de la Ciudad de México.
La exhacienda de Chapingo pasó a ser el Campus Central de la Universidad Autónoma Chapingo (UACh). La UACh es la institución educativa más importante de México en ciencias agrícolas y una de las más importantes en Latinoamérica. Fue fundada en 1854 con el nombre de Escuela Nacional de Agricultura en la Ciudad de México, y desde 1923 lleva por nombre Universidad Autónoma Chapingo
Se ubica a 3 km del Colegio de Posgraduados (CP) y del Centro Internacional de Mejoramiento de Maíz y Trigo (CIMMYT). Chapingo se une con otros centros de referencia para formar un título no oficial de "Consorcio Nacional para el Desarrollo Agrícola".
En los alrededores también se encuentra un nuevo desarrollo urbano ahora cerca de la sede municipal, Texcoco, cuna de la cultura prehispánica Acolhuan, cuya figura más grande es el Rey Nezahualcóyotl.